# Loi tendant à la reconnaissance de la traite et de l'esclavage en tant que crime contre l'humanité
Pour les articles homonymes, voir Loi Taubira.
Lire en ligne

Lire sur Légifrance

La loi du 21 mai 2001 tendant à la reconnaissance de la traite et de l'esclavage en tant que crime contre l'humanité dite loi Taubira, du nom de la députée Christiane Taubira, rapporteuse de la loi à l'Assemblée nationale, est une loi française concernant la reconnaissance, en France, comme crime contre l'humanité des traites et des esclavages pratiqués à partir du XVe siècle sur les populations africaines, amérindiennes, malgaches et indiennes.
La loi a été adoptée par le Parlement le 10 mai 2001 et promulguée le 21 mai 2001.
Elle fait partie des quatre lois mémorielles françaises.
Le 10 mai est choisi en 2006 pour célébrer la Journée nationale des mémoires de la traite et de l'esclavage et de leurs abolitions. Depuis 2017, il est également organisé une « journée nationale en hommage aux victimes de l’esclavage colonial » le 23 mai.

## Plan du texte de loi
Chaque article de la loi légifère sur un objet :
- Reconnaissance nationale : l'article premier de la loi prévoit la reconnaissance des traites et des esclavages comme crime contre l'humanité.
- Recherche et enseignement : l'article 2 prévoit l'insertion de ces faits historiques dans les programmes scolaires, le développement des recherches scientifiques s'y rapportant, et la favorisation de la mise en lien entre les archives écrites et orales.
- Reconnaissance internationale : l'article 3 prévoit le projet de requête en reconnaissance de ces crimes contre l'humanité auprès des organisations internationales, notamment du Conseil de l'Europe et de l'Organisation des Nations unies.
- Commémoration : l'article 4 prévoit la modification de la Loi no 83-550 du 30 juin 1983 relative à la commémoration de l'abolition de l'esclavage. Cet article instaure un comité composé de « personnalités qualifiées » et de « représentants d'associations défendant la mémoire des esclaves ».
- Action juridique : l'article 5 prévoit la modification de l'article 48-1 de Loi du 29 juillet 1881 sur la liberté de la presse, chapitre V, Des poursuites et de la répression. Cet article permet, sous certaines conditions, à des associations d'exercer les droits reconnus à la partie civile - notamment, participer à un procès. Alors qu'il prévoyait cette possibilité pour les associations dont l'objet est de "combattre le racisme", la loi du 21 mai 2001 étend son champ d'application aux associations dont l'objet est l'assistance aux victimes de discrimination fondée "sur leur origine nationale, ethnique, raciale ou religieuse".

## Le texte de loi
La loi du 21 mai 2001 (J. O. R. F. no 119 du 23 mai 2001, page 8175) dite « loi Taubira » sur l'esclavage, dispose :

### Article1er
La République française reconnaît que la traite négrière transatlantique ainsi que la traite dans l'océan Indien d'une part, et l'esclavage d'autre part, perpétrés à partir du XVe siècle, aux Amériques et aux Caraïbes, dans l'océan Indien et en Europe contre les populations africaines, amérindiennes, malgaches et indiennes constituent un crime contre l'humanité.

### Article 2
Les programmes scolaires et les programmes de recherche en histoire et en sciences humaines accorderont à la traite négrière et à l'esclavage la place conséquente qu'ils méritent. La coopération qui permettra de mettre en articulation les archives écrites disponibles en Europe avec les sources orales et les connaissances archéologiques accumulées en Afrique, dans les Amériques, aux Caraïbes et dans tous les autres territoires ayant connu l'esclavage sera encouragée et favorisée.

### Article 3
Une requête en reconnaissance de la traite négrière transatlantique ainsi que de la traite dans l'océan Indien et de l'esclavage comme crime contre l'humanité sera introduite auprès du Conseil de l'Europe, des organisations internationales et de l'Organisation des Nations unies. Cette requête visera également la recherche d'une date commune au niveau international pour commémorer l'abolition de la traite négrière et de l'esclavage, sans préjudice des dates commémoratives propres à chacun des départements d'outre-mer.

### Article 4
A modifié les dispositions suivantes : Loi no 83-550 du 30 juin 1983 -art.  unique (V). Article unique, modifié par Loi no 2001-434 du 21 mai 2001 - art. 4 JORF 23 mai 2001
La commémoration de l'abolition de l'esclavage par la République française et celle de la fin de tous les contrats d'engagement souscrits à la suite de cette abolition font l'objet d'une journée fériée dans les départements de Guadeloupe, de Guyane, de Martinique et de la Réunion, ainsi que dans la collectivité territoriale de Mayotte.
Un décret fixe la date de la commémoration pour chacune des collectivités territoriales visées ci-dessus ;
En France métropolitaine, la date de la commémoration annuelle de l'abolition de l'esclavage est fixée par le Gouvernement après la consultation la plus large ;
Il est instauré un comité de personnalités qualifiées, parmi lesquelles des représentants d'associations défendant la mémoire des esclaves, chargé de proposer, sur l'ensemble du territoire national, des lieux et des actions qui garantissent la pérennité de la mémoire de ce crime à travers les générations. La composition, les compétences et les missions de ce comité sont définies par un décret en Conseil d'État pris dans un délai de six mois après la publication de la loi no 2001-434 du 21 mai 2001 tendant à la reconnaissance de la traite et de l'esclavage en tant que crime contre l'humanité.

### Article 5
Loi no 1881-07-29 du 29 juillet 1881 - art. 48-1 (M). Loi du 29 juillet 1881 sur la liberté de la presse ; chapitre V, Des poursuites et de la répression, Paragraphe 2 : De la procédure. Article 48-1 Modifié par Loi no 2001-434 du 21 mai 2001 - art. 5 JORF 23 mai 2001
Toute association régulièrement déclarée depuis au moins cinq ans à la date des faits, se proposant, par ses statuts, de défendre la mémoire des esclaves et l'honneur de leurs descendants, de combattre le racisme ou d'assister les victimes de discrimination fondée sur leur origine nationale, ethnique, raciale ou religieuse, peut exercer les droits reconnus à la partie civile en ce qui concerne les infractions prévues par les articles 24 (dernier alinéa), 32 (alinéa 2) et 33 (alinéa 3), de la présente loi.
Toutefois, quand l'infraction aura été commise envers des personnes considérées individuellement, l'association ne sera recevable dans son action que si elle justifie avoir reçu l'accord de ces personnes.

## Historique
- 23 novembre 1983 : un décret[3] (modifié le 23 avril 2012[4]) fixe, pour chaque collectivité territoriale concernée, la date de la commémoration de l'abolition de l'esclavage prévue dans la loi du 30 juin 1983 relative à la commémoration et en hommage aux victimes de l’esclavage[5].
- 1998 : cent-cinquantième anniversaire de l'abolition de l'esclavage, une proposition de modification de la loi sur la commémoration de l’abolition de l’esclavage est déposée par le Parti communiste pour tenter de définir les modalités du choix des dates de commémoration. Elle est rejetée[6].
- 18 février 1999 : une proposition de loi est discutée, dont la rapporteure est Christiane Taubira[7], députée de la Guyane. Elle est votée en première lecture à l'unanimité[8].
- 1999-2000 : Les sénateurs proposent alors quelques amendements qui vont être rejetés par les députés en seconde lecture[9].
- 10 mai 2001 : la loi est adoptée en deuxième lecture à l'unanimité par les sénateurs le 10 mai[10].
- 21 mai 2001 : promulgation de la loi (parution au Journal officiel du 23 mai 2001)[11].
- 2004 : le comité de travail, défini par cette loi et devant déterminer la date et les modalités de commémoration, s'installe de manière officielle. Il prend le titre de Comité pour la mémoire de l'esclavage (CPME) et propose la date du 10 mai.
- 20 avril 2006 : Publication d'un encart Mémoire de la traite négrière, de l'esclavage et de leurs abolitions au no 16 du Bulletin officiel de l'Éducation nationale[12].
- 10 mai 2006 : Le Président de la République Jacques Chirac préside les cérémonies de la première journée commémorative du souvenir de l'esclavage et de son abolition, au Palais du Luxembourg[13].
- 29 avril 2008 : la circulaire NOR: PRMX0811026C relative aux commémorations de la traite négrière, de l'esclavage et de leurs abolitions, JORF no 0103 du 2 mai 2008 page 7323, texte no 3 – signée par François Fillon – donne des directives officielles pour la commémoration nationale du 10 mai et précise les autres dates historiques ou commémoratives[14].

### Processus législatif

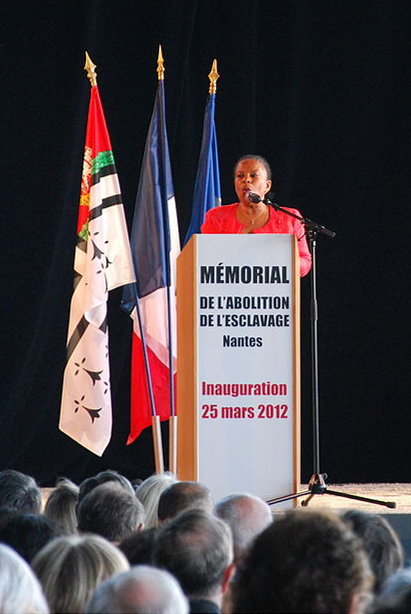
Christiane Taubira, ici en 2012 à l'inauguration du mémorial de l'esclavage à Nantes.

La première lecture de la proposition de loi a lieu à l'Assemblée nationale le 18 février 1999. Si le débat parlementaire se fonde sur la base de la proposition de loi « tendant à la reconnaissance de la traite et de l'esclavage en tant que crimes contre l'humanité » no 1297 déposée le 22 décembre 1998, les rapports parlementaires associent d'autres textes d'une intention proches : celles du député de Seine-Saint-Denis Bernard Birsinger « relative à la célébration de l'abolition de l'esclavage », no 792, déposée le 31 mars 1998 et « tendant à perpétuer le souvenir du drame de l'esclavage », no 1050, déposée le 7 juillet 1998, ainsi que celle des députés de la Réunion Huguette Bello, Élie Hoarau et Claude Hoarau « tendant à la reconnaissance de la traite et de l'esclavage en tant que crime contre l'humanité », no 1302, déposée le 22 décembre 1998.
Députée de la 1re circonscription de Guyane, alors apparentée PS, Christiane Taubira-Delannon est rapporteure du texte pour la commission des lois de l'Assemblée nationale (rapports no 1378 du 10 février 1999 en première lecture puis no 2320 du 5 avril 2000 en seconde lecture).
Au Sénat, le rapporteur pour la commission des lois est le sénateur RPR des Hauts-de-Seine Jean-Pierre Schosteck (rapports no 262 du 8 mars 2000 en première lecture puis no 165 du 20 décembre 2000 en seconde lecture). Les rapports associent la proposition de loi adoptée par l'Assemblée nationale ainsi que la proposition de loi no 406 du sénateur PCF des Hauts-de-Seine Michel Duffour.
Après l'adoption par les députés en première lecture le 18 février 1999, la proposition de loi est débattue première lecture par les sénateurs le 23 mars 2000. Le texte est adopté en seconde lecture par les députés le 6 avril 2000, à l'unanimité des voix, puis par les sénateurs en deuxième lecture le 10 mai 2001, à l'unanimité des voix. La loi est promulguée le 21 mai 2001 et publiée au Journal officiel le 23 mai 2001. La France est alors la première nation du monde à faire de la traite négrière et de l’esclavage colonial un crime contre l’humanité.

## Choix de la date du 10 mai, puis du 23 mai
La proposition de loi initiale de Christiane Taubira avançait le 8 février en référence à la condamnation de la traite négrière transatlantique de « répugnant au principe d'humanité et de morale universelle » par le Congrès de Vienne le 8 février 1815. Faute de consensus, le choix de cette date est renvoyé à un comité. Face aux divergences sur le choix d'une date de commémoration, il est nommé un comité présidé par l'écrivaine Maryse Condé. Le décret d'abolition du 27 avril 1848 étant parvenu à des dates différents, le 22 mai en Martinique, le 27 en Guadeloupe, le 10 juin en Guyane et seulement le 20 décembre à la Réunion, et ayant parfois été précédée par des soulèvements d'esclaves, la date du 27 avril ne faisait pas consensus. D'où la proposition faite du 10 mai en référence à la date d'adoption par le Parlement de la proposition de loi de Christiane Taubira.
Depuis 2006, le 10 mai est la « journée nationale des mémoires de la traite, de l'esclavage et de leur abolition ». Toutefois, cette mémoire reste aussi célébrée à d'autres dates dans certains départements : le 27 avril à Mayotte, le 22 mai en Martinique, le 27 mai en Guadeloupe et à Saint-Martin, le 10 juin en Guyane, le 9 octobre à Saint-Barthelémy et le 20 décembre à La Réunion.
La loi relative à l'égalité réelle outre-mer de février 2017 instaure également depuis 2017 le 23 mai comme « journée nationale en hommage aux victimes de l’esclavage colonial ». L'historienne Myriam Cottias, qui a présidé de 2013 à 2016 le Comité national pour la mémoire et l'histoire de l'esclavage, déplore cette seconde date, estimant que cette double commémoration officielle porte en elle des mémoires « racialisées », avec un 10 mai pour les Blancs abolitionnistes et un 23 mai pour les Noirs victimes : « Avec le 23 mai, on installe du particularisme, tandis qu’avec le 10 mai on montre vraiment que toute la nation française est capable de se réunir autour de la mémoire de l’esclavage, qui comprend celle des abolitionnistes et des esclaves ».

### Critiques et réactions d'historiens
La loi Taubira sera critiquée par certains historiens mais six ans après son dépôt au Parlement et quatre ans après son adoption, dans le contexte particulier de l'affaire Olivier Grenouilleau, qui voit un historien poursuivi en justice et menacé de suspension après avoir critiqué cette loi. Selon Christiane Taubira, on colle à Dieudonné, « les stigmates de la crucifixion », « le texte est presque passé inaperçu » en 2001 en Métropole, où il ne sera évoqué « qu'en 2005, depuis que Dieudonné s'en est saisi ».
Dans le cadre de l'affaire Olivier Grenouilleau et d'une pétition contre l'article 4 de la loi du 23 février 2005 exigeant d'intégrer aux programmes scolaires le rôle positif de la colonisation, l'historien Guy Pervillé s'exprime sur le site internet de la Ligue des droits de l'homme de Toulon. Dans une note du 26 avril 2005, titrée « Mon avis sur l’article de Claude Liauzu et Thierry Le Bars paru dans L’Humanité du 10 mars 2005, et sur la pétition des historiens contre la loi du 23 février 2005 », il estime que la loi Taubira a exclu de sa condamnation, « implicitement », les traites orientale et intra-africaine et cite le livre d'Olivier Pétré-Grenouilleau, qui vient de connaitre une abondante couverture des grands médias, six mois après sa parution.
L'historien Guy Pervillé estime que cette occultation « facilite les dérives ou manipulations idéologiques », dont il donne deux brefs exemples (« Dieudonné, et le manifeste "Nous sommes les indigènes de la République" »), tous deux dans l'actualité immédiate. Guy Pervillé écrit ce texte le 26 avril 2005 pour se démarquer de la pétition d’historiens lancée un mois plus tôt par Claude Liauzu contre l’article 4 de la loi du 23 février 2005, en estimant que cette pétition est excessivement indulgente envers la Loi Taubira et même desservi par un article maladroit, rédigé par Claude Liauzu et le juriste Thierry Le Bars, dans L'Humanité du 10 mars 2005, qui oublie que les aspects « négatifs » de la colonisation doivent toujours être enseignés suivant la loi Taubira de 2001, celle de 2005 ne l'abrogeant pas mais s'y ajoutant.
À cette critique, des propos ont été attribués à Christiane Taubira dans un article publié en 2006, qu’il ne fallait pas évoquer la traite négrière arabo-musulmane afin que les « jeunes Arabes (…) ne portent pas sur leur dos tout le poids de l’héritage des méfaits des Arabes » [ni confirmé, ni démenti]

Des historiens dénoncent l'anachronisme que représenterait la loi. Pierre Vidal-Naquet dans le quotidien Le Monde fait observer : 

« Est-ce que les Grecs d'aujourd'hui vont décréter que leurs ancêtres les Hellènes commettaient un crime contre l'humanité car ils avaient des esclaves ? Cela n'a pas de sens ! »

Pierre Nora rappelle le danger d'appliquer la notion de crime contre l’humanité à des événements du passé selon des critères de jugement qui sont les nôtres aujourd'hui, les auteurs de ces crimes ne risquant nullement d'être poursuivis à la différence des « historiens qui évoquent ces événements en des termes que n’autorise pas la loi ». Ils déplorent que la loi fasse « fi de la prudence des historiens » et que sur la base d'une « représentation stéréotypée » veuille juger le passé à défaut de le comprendre et remarquent enfin que satisfaisant des revendications communautaristes, cette loi n'aide en rien à rassembler les Français[réf. nécessaire].

En revanche, l'historien Marcel Dorigny défend la loi Taubira et souligne que : 

« [La] recherche n'a pas attendu la loi pour exister. Cette dernière est elle-même l'aboutissement des recherches, on a beaucoup travaillé avant. »

Gilles Manceron, Gérard Noiriel et Catherine Coquery-Vidrovitch affirment eux dans une tribune publiée en 2008 par Le Monde : 

« nous ne pensons pas qu'il existerait en France, ou en Europe, une menace sérieuse contre la liberté des historiens,. »

### Critiques et réactions des personnalités politiques et juristes
Le 5 mai 2006, quelques jours avant la première commémoration de l'abolition de l'esclavage le 10 mai, un groupe de députés UMP mené par Lionnel Luca demande l'abrogation de l'article sur l'enseignement de l'histoire de l'esclavage. Ces parlementaires justifient leur demande « au titre du parallélisme des formes et par souci d'égalité de traitement » à la suite de l'abrogation de l'article 4 de la loi du 23 février 2005 qui mentionnait le rôle « positif » de la colonisation. Cette initiative est désapprouvée par les ministres Léon Bertrand et François Baroin, de même que par le député UDF Jean-Christophe Lagarde et le Parti socialiste.
En novembre 2006, un groupe de 56 juristes lance un appel à abroger des « lois mémorielles », dont la loi tendant à la reconnaissance de la traite et de l'esclavage en tant que crime contre l'humanité, lois accusées de violer « à plus d’un titre la Constitution ». Une loi ne peut en effet selon la déclaration des droits de l'homme, dont procède la Constitution, être rétroactive et s'appliquer donc à des faits antérieurs à sa promulgation (Article 8 : « La Loi ne doit établir que des peines strictement et évidemment nécessaires, et nul ne peut être puni qu'en vertu d'une Loi établie et promulguée antérieurement au délit, et légalement appliquée ».) Toutefois en janvier 2016, saisi par un négationniste, le Conseil constitutionnel déclare conforme la loi réprimant la contestation des crimes contre l’humanité commis pendant la Seconde Guerre mondiale, dite « Loi Gayssot » du 13 juillet 1990 qui vise « à réprimer tout acte raciste, antisémite ou xénophobe »,.
La loi de 2001 se concentre sur l'esclavage organisé par la France, et non sur la traite orientale, dite arabe, la traite barbaresque et la traite intra-africaine ainsi que la persistance de formes d'esclavage dans certains pays d'Afrique.

## Conséquences de cette loi
À la suite de cette loi et de la création du Comité national pour la mémoire et l'histoire de l'esclavage, présidé par l'écrivaine guadeloupéenne Maryse Condé, le président de la République Jacques Chirac a annoncé le 30 janvier 2005 la création d'une journée de la mémoire de l'esclavage, qui se tiendra annuellement le 10 mai, date de l'adoption au Parlement de la loi Taubira. Le président a confié à cette même occasion à l'écrivain martiniquais, Édouard Glissant, la présidence d'une « mission de préfiguration d'un centre national consacré à la traite, à l'esclavage et à leurs abolitions ». Ce centre s'ajoutera au Musée de l'Histoire de l'immigration qui a ouvert ses portes en 2007 au Palais de la Porte-Dorée. Au Comité national pour la mémoire et l'histoire de l'esclavage succède la Fondation pour la mémoire de l'esclavage.
Une commémoration se tient annuellement depuis 2006 le 10 mai en présence du Président de la République ou du Premier ministre au Jardin du Luxembourg, face au Sénat où la loi fut votée à l'unanimité le 21 mai 2001 et où fut inaugurée, le 10 mai 2007, le premier monument national à la mémoire des victimes de la traite et de l'esclavage, la sculpture de Fabrice Hyber, Le Cri,.

### Affaire Pétré-Grenouilleau
Un entretien d'Olivier Pétré-Grenouilleau accordé au Journal du dimanche du 12 juin 2005, déclenche l'indignation d'un Collectif des Antillais, Guyanais, Réunionnais qui annonce qu’il « saisira les autorités compétentes afin qu'Olivier Pétré-Grenouilleau soit suspendu de ses fonctions universitaires pour révisionnisme. Au début du mois de septembre 2005, ce collectif dépose plainte devant le Tribunal de Grande Instance de Paris contre Olivier Pétré-Grenouilleau « pour contestation de crime contre l'humanité », en s'appuyant sur la loi Taubira. Dans cet entretien, questionné sur la traite négrière réalisée par des commerçants juifs et sur Dieudonné, l'historien répond que 
« Cette accusation contre les juifs est née dans la communauté noire américaine des années 1970. Elle rebondit aujourd'hui en France. Cela dépasse le cas Dieudonné. C'est aussi le problème de la loi Taubira qui considère la traite des Noirs par les Européens comme un « crime contre l’humanité », incluant de ce fait une comparaison avec la Shoah. Les traites négrières ne sont pas des génocides.

La traite n'avait pas pour but d'exterminer un peuple. L'esclave était un bien qui avait une valeur marchande qu'on voulait faire travailler le plus possible. Le génocide juif et la traite négrière sont des processus différents. Il n'y a pas d’échelle de Richter des souffrances. »
L'écho médiatique est important et est relayé par des personnalités politiques. Christiane Taubira va jusqu'à déclarer que, pour elle, le fait que qu'Olivier Grenouilleau, professeur d'université, « payé par l'Éducation nationale sur fonds publics », puisse enseigner ses « thèses » aux étudiants pose un « vrai problème ». Olivier Pétré-Grenouilleau soutenu par 19 historiens de renom, l'appel Liberté pour l'histoire, et par près de 600 enseignants et chercheurs à travers un appel publié dans le quotidien Libérationqui défend la liberté de la recherche scientifique et critique certains aspects des lois mémorielles.

En réaction à l'action en justice du collectif, 31 personnalités dont Serge Klarsfeld, Claude Lanzmann et Yves Ternon signent une lettre ouverte « Ne mélangeons pas tout » dans laquelle ils manifestent leur désaccord sur plusieurs points. Ils s'opposent à la suppression de la loi du 13 juillet 1990 dite loi Gayssot et rappellent que : 
« [La] loi Taubira se borne simplement à reconnaître que l’esclavage et la traite négrière constituent des crimes contre l'humanité que les programmes scolaires et universitaires devront traiter en conséquence. Le législateur ne s’est pas immiscé sur le territoire de l’historien. Il s’y est adossé pour limiter les dénis afférents à ces sujets historiques très spécifiques, qui comportent une dimension criminelle, et qui font en tant que tels l’objet de tentatives politiques de travestissements. Ces lois votées ne sanctionnent pas des opinions mais reconnaissent et nomment des délits qui, au même titre que le racisme, la diffamation ou la diffusion de fausses informations, menacent l’ordre public »
Cette action en justice est contestée également par Françoise Vergès, alors vice-présidente du Comité national pour la mémoire et l’histoire de l’esclavage qui la juge « inacceptable ».
Le collectif à l'origine de la plainte finit par la retirer en février 2006, pour ne pas rendre contre-productives ses actions eu égard de la mauvaise réception de cette plainte par les médias et la communauté des historiens.

### Autres affaires
En avril 2015, l'historien Jean-François Niort lors de la parution de son ouvrage Le Code Noir. Idées reçues sur un texte symbolique est attaqué par des petits groupes politiques « patriotiques » guadeloupéens. Accusé de « discrimination raciale » et de négationnisme par quelques membres de la mouvance indépendantiste qui le menacent d'expulsion, il est soutenu par la communauté des historiens qui dénoncent les intimidations verbales ou physiques adressées aux historiens spécialistes de l'histoire du fait colonial de cette région.
En mai 2015, le Conseil représentatif des associations noires (CRAN) assigne en justice Ernest-Antoine Seillière pour « crime contre l'humanité et recel de crime contre l'humanité », celui-ci ayant parmi ses ascendants la famille Seillière de Laborde, propriétaire de vaisseaux négriers.

## Autres pays
Le 19 juin 2020,
à l'initiative du député européen Younous Omarjee, le Parlement européen adopte par 493 voix pour, 104 contre et 67 abstentions une résolution « déclare que l'esclavage est un crime contre l'humanité et demande que le 2 décembre soit désigné Journée européenne de commémoration de l'abolition de la traite des esclaves »,.
En décembre 2022, le premier ministre des Pays-Bas Mark Rutte présente les excuses de son pays pour l'esclavage dans l'empire colonial néerlandais et le qualifie de « crime contre l'humanité ». « Les Pays-Bas rejoignent ainsi le Danemark, la France, le Royaume-Uni et le Parlement européen qui ont présenté des excuses ou reconnu officiellement l'esclavage et la traite des esclaves comme des crimes contre l'humanité »,.